# Andrija Matijaš Pauk
Andrija Matijaš Pauk  (Pozorac, Marina kod Trogira, 31. srpnja 1947. – Podrašnica kod Mrkonjić Grada, 9. listopada 1995.) hrvatski general bojnik, ratni zapovjednik Domovinskog rata.

## Životopis
Andrija Matijaš Pauk rođen je 31. srpnja 1947. u Marini kod Trogira, gdje je pohađao osnovnu školu. Srednju dočasničku "Školu za oklopno-mehanizirane postrojbe Jugoslavenske narodne armije" (JNA) završio je u Banjoj Luci. U JNA je službovao po slovenskim vojarnama. Bio je profesionalni vojnik, stručnjak za tenkove i oklopnu borbu, te izvrstan sportaš u više disciplina.
Na početku Domovinskog rata i stvaranja Hrvatske vojske pridružio se brojnim dragovoljcima u obrani Hrvatske, u čijim je redovima njegovo vojno znanje bilo itekako dobrodošlo. "Vatreno krštenje" doživio je na Banovini, a potom dolazi u 4. gardijsku brigadu, u kojoj je ostao do kraja. Kao zapovjednik jedne od satnija pokazao je iznimno ratničko umijeće i golemu hrabrost, a od prvih zarobljenih tenkova ustrojava oklopnu bojnu i postaje njezinim zapovjednikom.

Nakon uspješnih borbi za Dubrovnik, tijekom kojih je najzapaženiju ulogu odigrao prilikom oslobađanja sela Uskoplje i Golubovog kamena, nastavlja nizati pobjede na šibenskom i zadarskom bojištu, a u operaciji Maslenica biva ranjen gelerima iz neprijateljskog tenka u bici sa srpskim paravojnim snagama za Paljuv 1.2.1993, no unatoč tome ne posustaje. Za vrijeme akcije "Maslenica" tada svojim gardistima iz oklopno-mehanizirane bojne izgovara riječi "Kad krenemo gorit će nebo i zemlja", Nizale su se akcije i operacije jedna za drugom – Zima '94.(Planina Dinara, Livanjsko Polje) posebno što je svoju oklopnu bojnu uspeo na 1200 metara n/v što je bio iznenađujući faktor za srpske snage, Skok-1, Skok-2, Ljeto '95., Operacija Maestral, Operacija Južni potez. Kao načelnik stožera uspješno vodi 4. gbr u pripremama za Oluju, a sa svojim tenkistima u Knin je ušao kao zamjenik zapovjednika te čuvene brigade HV-a. 
Poginuo je 9. listopada 1995. tijekom akcije Južni potez u sukobu sa srpskim snagama u selu Podrašnica na ulazu u Mrkonjić-Grad u BiH. I toga posljednjeg dana rata bio je u prvim redovima predvodeći Četvrtu. Njemu u spomen ta ratna brigada Hrvatske vojske dobila je naziv Pauci, a njihova kninska vojarna također nosi njegovo ime.

## Dužnosti
- 1991. – zapovjednik samostalne satnije
- 18. lipnja 1992. – zapovjednik Oklopne satnije 4. gardijske brigade HV-a;
- 10. studenog 1992. – zapovjednik Oklopne bojne 4. gardijske brigade HV-a;
- 1. listopada 1993. – načelnik oklopnih postrojbi 4. gardijske brigade HV-a;
- 1. listopada 1994. – načelnik stožera 4. gardijske brigade HV-a;
- krajem srpanja 1995. – zamjenik zapovjednika 4. gardijske brigade HV-a;

### Činovi
- 5. svibnja 1992. – bojnik,[3]
- stožerni brigadir
- general bojnik – čin mu je dodijeljen posmrtno

### Odlikovanja
General-bojnik Andrija Matijaš-Pauk odlikovan je:
- Redom kneza Domagoja,[4]
- Redom bana Jelačića,[5] (posmrtno)
- Redom Nikole Šubića Zrinskog
- Spomenicom domovinskog rata.